# Pitfall: Beyond the Jungle
Pitfall: Beyond the Jungle (Pitfall 3D: Beyond the Jungle) est un jeu vidéo de plates-formes développé et édité par Activision, sorti en 1998 sur PlayStation et Game Boy Color.

## Accueil
- IGN : 7/10 (PS)[1] - 3/10 (GBC)[2]
- Next Generation :  (PS)[3]